# 華益控股
華益控股有限公司，簡稱華益控股（英語：WAH YIK HOLDINGS COMPANY LIMITED，港交所除牌時0862.HK），在1992年，當時由許猛猛創立一家曾經營中國內地保齡球場地。
該股份曾在1998年10月14日於香港交易所主板上市，但效益邊際利潤未明顯，於是在2000年，被當時由德祥企業有限公司掌舵陳國強入主，因而股價大漲，在7月31日，更名為亞洲物流科技有限公司，轉為經營物流解決方案。之後在2004年7月6日和2009年12月24日，分別更名為新世界移動控股有限公司，以及Vision Values Holdings Limited。

## 連結
- VisionValues.com.hk （页面存档备份，存于）